# Mixcoatlus browni
Mixcoatlus browni là một loài rắn trong họ Rắn lục. Loài này được Shreve mô tả khoa học đầu tiên năm 1938.